# 19 de juny
El 19 de juny és el cent setantè dia de l'any del calendari gregorià i el cent setanta-unè en els anys de traspàs. Queden 195 dies per a finalitzar l'any.

## Esdeveniments
Països Catalans
- 1324 - Se signa la capitulació de Càller després del Setge de Castel di Castro. La República de Pisa cedeix Sardenya a la Corona d'Aragó.[1]
- 1707 - El borbó Felip V executa l'ordre d'incendiar la ciutat de Xàtiva, la Costera.[2]
- 1987 - Atemptat de l'Hipercor a Barcelona per part d'ETA. El balanç és de 21 morts i 40 ferits.[3]
- 2005 - Un incendi forestal arrasa prop de 900 hectàrees a la comarca del Bages.

Resta del món
- 1790 - França: En plena Revolució Francesa es decreta l'abolició de la noblesa, dels ordes militars, escuts i qualsevol tipus de distinció entre francesos.
- 1799 - confluència entre el riu Trebia i el riu Po (Província de Piacenza, Itàlia): l'exèrcit austro-rus guanya la batalla del Trèbia de 1799 contra l'exèrcit napoleònic durant la guerra de la Segona Coalició.
- 1812 - França: En papa Pius VII, presoner de Napoleó, és tancat en el castell de Fontainebleau.
- 1842 - Castella: Les restes del Cid i de la seva muller, Ximena, són traslladats des del monestir de San Pedro de Cardeña a la Casa Consistorial de Burgos.
- 1867 - Mèxic: en Querétaro l'emperador Maximilià I és afusellat.
- 1911 - Portugal: Proclamació oficial de la República de Portugal.
- 1917 - Regne Unit: La Cambra dels Comuns recull el dret al vot a les dones majors de 30 anys.
- 1928 - Amelia Earhart, primera dona que travessa l'Atlàntic en avió, i segona persona que ho fa.
- 1953 - Estats Units: Ethel i Julius Rosenberg són executats en la cadira elèctrica.
- 1961 - Kuwait: s'independitza del Regne Unit.
- 1984 - Regne Unit: La BBC emet l'últim capítol d'Els joves.
- 2014 - Espanya El rei Joan Carles I renuncia al tron.

## Naixements
Països Catalans
- 1899, Barcelona: Maria Carratalà i Van den Wouver, pianista i compositora, pedagoga i crítica musical catalana (m.1984).[4]
- 1927, Barcelona: Carmina Virgili i Rodon, geòloga, professora i política catalana.[5]
- 1928, Barcelona: Pilar Espuña i Domènech, activista feminista i militant obrera cristiana.[6]
- 1932, València: Josep Sanchis Grau, dibuixant de còmics valencià.
- 1938, Carlet, la Ribera Alta: Ramon Trullenque Peris, metge cirurgià i historiador valencià.
- 1967, Alcoi: Pablo Llorens Serrano, animador valencià.
- 1971, València: Nacho Fresneda, actor valencià.
- 1972, Ripoll: Teresa Jordà, política catalana, ha estat alcaldessa de Ripoll, diputada i consellera del Govern de Catalunya.[7]
- 1975, Vallfogona de Balaguer: Meritxell Serret i Aleu, politòloga i política catalana.[8]
- 1979, Navarcles: Rosa Maria Morató, atleta catalana, especialista en fons i en cros.[9]
- 1985, València: Sandra Cervera, actriu valenciana coneguda pels seus treballs en televisió.[10]

Resta del món
- 1623, Clermont-Ferrand, França: Blaise Pascal, filòsof, matemàtic, físic, inventor, escriptor, moralista, místic i teòleg occità (m. 1662).[11]
- 1782, Saint-Malo (França): Hugues Felicité Robert de Lamennais, també conegut com a Frédéric de La Mennais, sacerdot i filòsof francès (m. 1854).[12]
- 1865, Liverpool, Anglaterra: May Whitty, actriu anglesa, eminentment de teatre (m. 1948).[13]
- 1868, Vyshnivchyk, Imperi Austrohongarès: Heinrich Schenker, teòric musical.
- 1877, Savannah, Geòrgia, Estats Units: Charles Coburn, actor estatunidenc.
- 1896, Blue Ridge Summit, Pennsilvània: Wallis Simpson, socialité estatunidenca, esposa del rei Eduard VIII del Regne Unit (m. 1986).[14]
- 1897, Londres (Anglaterra): Cyril Norman Hinshelwood, químic anglès, Premi Nobel de Química de l'any 1956 (m. 1967).[15]
- 1905, Baltimore, Maryland: Mildred Natwick, actriu nord-americana d'escena, cinema i televisió (m. 1994).[16]
- 1906, Berlín, Alemanya: Ernst Boris Chain, bioquímic, Premi Nobel de Medicina o Fisiologia de 1945 (m. 1979).[17]
- 1910, Sterling, Illinois, EUA: Paul John Flory, químic estatunidenc, Premi Nobel de Química de l'any 1974 (m. 1985).[18]
- 1919, Petaluma, Califòrnia: Pauline Kael, influent crítica de cinema estatunidenca.[19]
- 1922, Copenhaguen (Dinamarca): Aage Niels Bohr, físic danès, Premi Nobel de Física de l'any 1975 (m. 2009).[20]
- 1924, 
  - Milà: Cini Boeri, arquitecta i dissenyadora italiana (m. 2020).[21]
  - Mannheim, Alemanya: Anneliese Rothenberger, soprano alemanya (m. 2010).[22]
- 1926, Nova Jersey: Erna Schneider Hoover, matemàtica nord-americana, inventora d'un sistema automatitzat de commutació telèfònica.[23]
- 1930, Cambria, Wisconsin (EUA): Gena Rowlands, actriu estatunidenca.[24]
- 1932, Càller, Sardenya: Marisa Pavan, actriu italiana.[25]
- 1935, Sevillaː Mikaela, cantant de cobla i actriu espanyola (m. 1991).[26]
- 1944, Rio de Janeiro, Brasil: Chico Buarque, cantautor i escriptor, guanyador del Premi Luís de Camões.[27]
- 1945, Yangon, Birmania: Aung San Suu Kyi, política i activista birmana, Premi Nobel de la Pau de l'any 1991.[28]
- 1954, Springfield, Missouri, Estats Units: Kathleen Turner, actriu estatunidenca.[29]
- 1957, Enskede, Suècia: Anna Lindh, política sueca, que fou ministra d'Afers Exteriors (m. 2003).[30]
- 1959:
  - Osnabrück, Baixa Saxònia, Alemanya: Christian Wulff, polític conservador i advocat alemany, va ser president d'Alemanya.
  - San Fernando, Cadis (Espanya): Anne Hidalgo, política francesa d'origen espanyol, alcaldessa de París (2014 -).[31]
- 1961, Mane Bhanjyang, Bhojpur: Bidhya Devi Bhandari, política nepalesa, primera dona Presidenta de Nepal.[32]
- 1962, Los Angeles, Califòrnia, EUA: Paula Abdul, cantant i actriu estatunidenca.
- 1965 - Mannheim, Alemanya: Christine Lambrecht, política alemanya,
- 1966, Steinkjer, Noruega: Silje Nergaard, cantant i compositora de jazz noruega.[33]
- 1972, Chicago, Illinois, Estats Units: Robin Tunney, actriu estatunidenca.
- 1984, Almati, Kazakhstan: Katarina Kat, actriu porno.[cal citació]
- 1997, Peterhead, Escòcia: Estelle Maskame, escriptora escocesa.

## Necrològiques
Països Catalans
- 1833 - Girona (Gironès): Francesc Joncar i Querol, sacerdot, mestre de capella i compositor català.
- 1929 - València: Adolf Beltran, polític republicà valencià.
- 1956 - València: María Sorolla, pintora valenciana (n. 1889).[34]
- 1987 - Barcelona: Matilde Martínez Domínguez, futbolista gallega, precursora del futbol femení a Catalunya (n.1952).[35]
- 1991 - Figueres, Alt Empordà: Agapit Torrent i Batlle, músic, saxofonista, i compositor, principalment de sardanes (n. 1923).[36]
- 2011 - Lleida: Víctor Torres, polític català (n. 1915).
- 2012 - Barcelona: Emili Teixidor i Viladecàs, pedagog, periodista i escriptor en llengua catalana.
- 2013 - Barcelona: Toni Lecha Berges, dirigent independentista gironí.

Resta del món
- 1840 - Varsòvia, Polònia: John Cockerill, empresari siderúrgic.
- 1850 - Cambridge, Massachusettsː Margaret Fuller, filòsofa i periodista estatunidenca, activista pels drets de les dones (n. 1810).[37]
- 1867 - Querétaro, Mèxic: Maximilià I de Mèxic, aristòcrata austrohongarès.[38]
- 1917 - Estocolmː Wilhelmina Lagerholm, pintora sueca i una de les primeres fotògrafes professionals del país (n. 1826).[39]
- 1944 - Auschwitz: Lilli Jahn: metgessa alemanya i víctima del nazisme a Alemanya (n. 1900).[40]
- 1977 - Poissy, Yvelines: Jacqueline Audry, directora de cinema francesa (n. 1908).[41]
- 1981 - Dettenhausen: Lotte Reiniger, pionera directora de cinema d'animació alemanya.[42]
- 1984 - Nova York: Lee Krasner, influent artista de l'expressionisme abstracte (n.1908).[43]
- 1991 - Carmel-by-the-Sea, Califòrnia: Jean Arthur, una de les grans actrius estatunidenques dels anys 30 i 40 (n. 1900).[44]
- 1992 - Londres: Kathleen McKane, tennista anglesa, guanyadora de cinc medalles olímpiques (n. 1896).[45]
- 1993 - Perranarworthal, Cornualla: William Golding, escriptor anglès guardonat amb el Premi Nobel de Literatura l'any 1983 (n. 1911).[46]
- 2007 - Madrid, Espanya: El Fary, cantant espanyol.
- 2009 - Anantapur, Índia: Vicenç Ferrer i Moncho, missioner, cooperant solidari amb el tercer món.
- 2010 - Charlottesville, Virgínia, Estats Units: Manute Bol, jugador de bàsquet sudanès.
- 2013 - Roma, Itàlia: James Gandolfini, actor i productor estatunidenc.
- 2015 - Pequín (Xina): Xie Tieli, guionista i director de cinema xinès (n. 1925).[47]

## Festes i commemoracions

### Santoral

#### Església Catòlica[48]
- Sants al Martirologi romà (2011): Gervasi i Protasi, màrtirs; Lambert de Saragossa, màrtir (s. VIII); Sant Romuald, monjo i fundador de l'Orde de la Camàldula (1027); Deodat de Saint-Dié, bisbe (679); Hildemarca de Fécamp, abadessa (682); Juliana Falconieri (1341), tradicionalment considerada fundadora de les Serventes de Maria, branca femenina dels Servites; Remi Isoré i Modeste Andlauer, jesuïtes màrtirs (1900); Elena Aiello, fundadora.
  - Beats: Innocenci de Le Mans (559); Gerland de Caltagirone, cavaller (ca. 1271); Miquelina Metelli, de Pesaro (1356); Sebastian Newdigate, Humphrey Middlemore i William Exmew, cartoixans màrtirs (1535); Thomas Woodhouse, jesuïta màrtir (1573); Càndida de Milazzo, terciària mínima.
- Sants: Zòsim de Pisídia, màrtir (110); Abgar V d'Edessa, rei; Llop i Adleida de Bèrgam, sants llegendaris; Gaudenci, Culmaci, Andreu i màrtirs d'Arezzo (364); Zenó de Gaza, monjo (450); Nazari de Capodistria, bisbe; Hildegrim de Halberstadt, bisbe (827); Buonmercato de Ferrara; Guillem de Combret, eremita llegendari.
- Beats Odó de Cambrai (1113); Margaretha Flesch, fundadora (1906).
- Venerables Macaire-Jean Descamps i Élie-Joseph Desjardins, màrtirs (1794).
- Venerats a l'Orde de la Mercè: Sants Màrtirs mercedaris de Mallorca; beat Arnau de Liniber.

#### Església Copta
- 12 Baoni: partença de Just d'Alexandria, papa (135); Ciril II d'Alexandria (1092); Eufèmia la Vídua; commemoració de Sant Miquel arcàngel.

#### Església Ortodoxa (segons el calendari julià)
- Se celebren els corresponents al 2 de juliol del calendari gregorià.

#### Església Ortodoxa (segons el calendari gregorià)
Corresponen als sants del 6 de juny del calendari julià litúrgic:
- Sants Marta, Maria, Círia, Valèria i Màrcia de Cesarea, màrtirs; Just d'Alexandria, patriarca (130); Àtal el Taumaturg; Gelasi, màrtir; Bessarió de Scetes, taumaturg (466); Hilarió el Jove, abat (845); Arquelaide, Tecla i Susanna de Salern, màrtirs (293); Amand, Amanci, Alexandre i companys màrtirs de Noviodonum (320); Paisi d'Úglitx, abat (1504); Jonàs de Perm, bisbe (1470); Jonàs de Klimetzk, abat (1534); Foci, monjo; Basili de Mangazea (1602); Rafael, monjo i confessor (1957); descobriment de les relíquies de Barlaam of Khutin, abat.

#### Església d'Anglaterra
- Sant Sundar Singh, Sadhu (home sant) de l'Índia, evangelista, mestre de la fe (1929).

#### Església Evangèlica d'Alemanya
- Ludwig Richter, pintor (1884).